# ユピテルとイオ (コレッジョ)

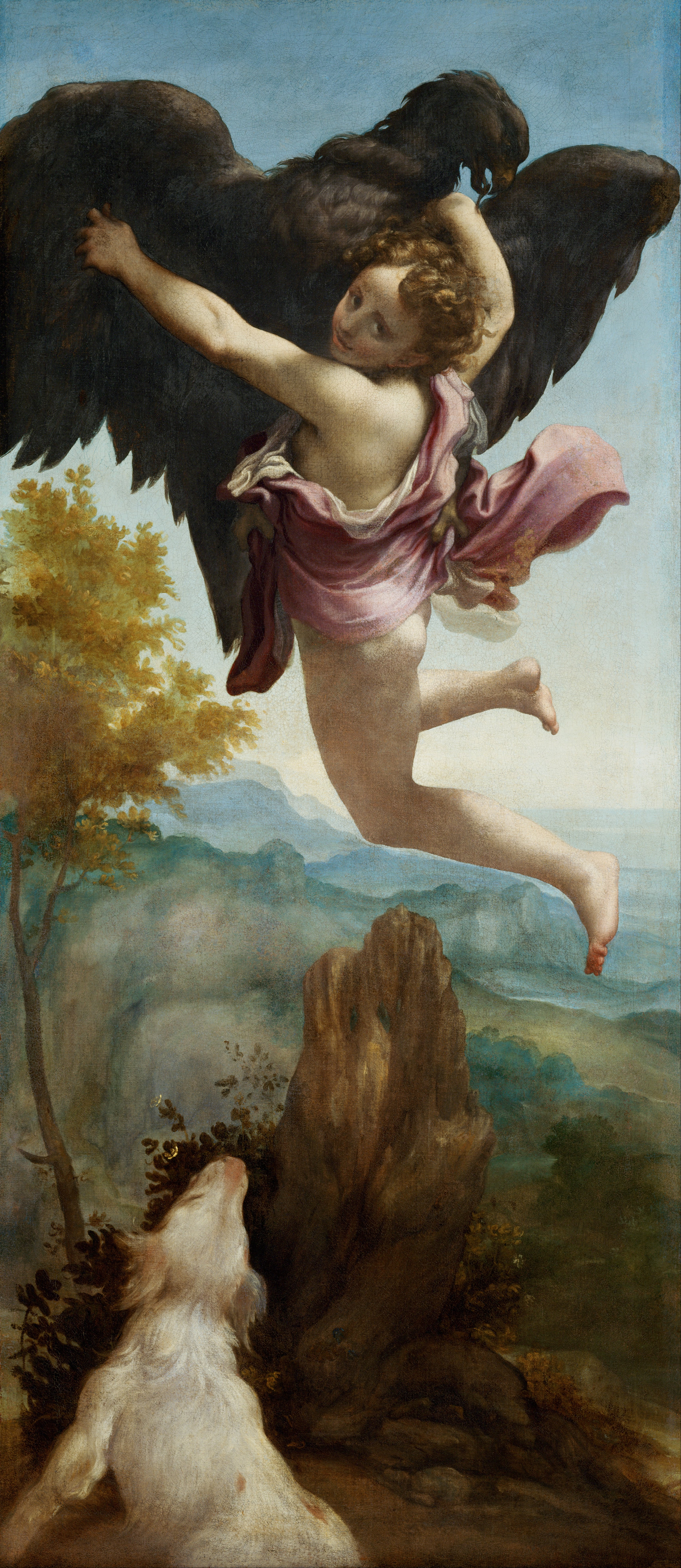
対作品『ガニュメデスの略奪』。美術史美術館所蔵。

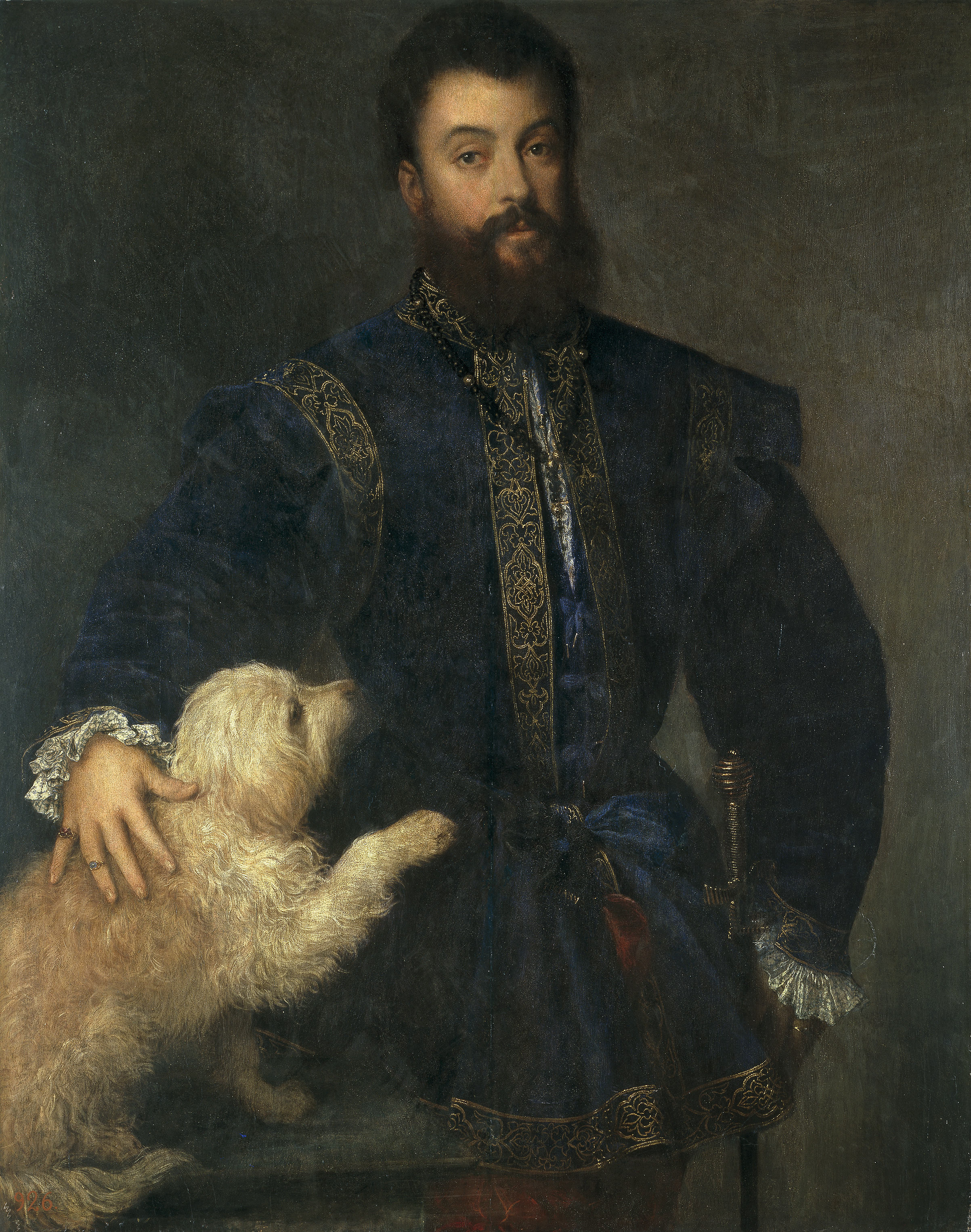
依頼主のフェデリコ2世・ゴンザーガ。ティツィアーノが1525年頃に制作した肖像画。マドリード、プラド美術館所蔵。

『ユピテルとイオ』（伊: Giove e Io, 英: Jupiter and io）あるいは『イオ』（伊: Io）は、ルネサンス期のイタリア、パルマ地方を中心に活躍した画家コレッジョが1531年から1532年に制作した絵画である。主題はギリシア神話であり、オウィディウスの『変身物語』1巻のユピテル（ゼウス）とイオの物語から取られている。マントヴァ候フェデリコ2世・ゴンザーガの注文によって制作された作品で、『レダと白鳥』（Leda e il cigno）、『ダナエ』（Danae）、『ガニュメデスの略奪』（Ratto di Ganimede）とともにユピテルの愛の物語をテーマとする神話画連作を構成している。この4作品は制作後時を置かずして神聖ローマ皇帝カール5世に贈呈されるが、もともとはパラッツォ・デル・テ（テ離宮）の《オウィディウスの間》を飾ることが目的だったと考えられている。
死の数年前に制作され、画家の想像力と卓越した技術が融合した本作品は、官能性、詩的情緒、バロックを先取りする表現によって、イオを描いた神話画におけるほとんど唯一の傑作であると同時に画家の最高傑作と見なされている。現在は対作品として制作された『ガニュメデスの略奪』ともにウィーンの美術史美術館に所蔵されている。

## 主題
主題はオウィディウスの『変身物語』1巻で語られている、ゼウス（ユピテル）の恋とイオの受難の物語である。河神イナコスの娘イオはゼウスの誘惑を避けて逃げようとするが、ゼウスは黒雲で野原ごとイオを覆い隠し、彼女の純潔を奪った。ところがゼウスの妻ヘラ（ユノ）は不自然に野原を覆う黒雲を見逃さなかった。ヘラは夫が黒雲の中で浮気をしているのではないかと考えて黒雲を払いのけた。そこでゼウスはイオを真っ白な牝牛の姿に変えてヘラの目をごまかそうとしたが、ヘラはなおも怪しんで、牝牛をゼウスから譲り受け、百目の巨人アルゴスに監視させた。そのためゼウスはヘルメス（メルクリウス）に命じてアルゴスを退治させなければならなかった。しかし巨人の死はヘラを怒らせただけでなく、彼女に夫の浮気を確信させた。ヘラはアルゴスの眼を拾ってお気に入りの鳥クジャクの羽に飾った後（クジャクの羽根の模様の由来）、牝牛に復讐の女神エリニュスを差し向けた。エリニュスはイオを狂気と恐怖で追い立て、世界中を放浪させて苦しめた。その後、イオは最後にたどり着いたエジプトで許され、人間の姿に戻ることが出来たという。別の文献ではイオはエジプトで女神イシスとして崇拝されたと述べられている。

## 制作の背景
ヴィーナスの2作品『キューピッドの教育』（Educazione di Amore）と『眠れるヴィーナスとキューピッド、サテュロス』（Venus et l'Amour decouverts par un satyre）の発注主と目されるニコラ・マフェイ（Nicola Maffei）はゴンザーガ家の人文主義サークルの一員であり、両作品の成功がユピテルの愛の神話画連作の注文をコレッジョにもたらしたと考えられている。フェデリコ2世・ゴンザーガが連作を発注したのはマントヴァ郊外に建設したパラッツォ・デル・テの《オウィディウスの間》を飾るためであり、また『ユピテルとイオ』と『ガニュメデスの略奪』が縦長の対作品として発注されたのは《オウィディウスの間》の窓の両側に設置するためだと推定されている。ただしジョルジョ・ヴァザーリはこれらの絵画をカール5世に贈るために描かせたと述べている。またこの連作の後、コレッジョはイザベラ・デステの書斎を飾る最後の作品として対となる寓意画『美徳の寓意』（Allegoria della Virtù）と『悪徳の寓意』（Allegoria del Vizio）も受注している。

## 作品
コレッジョはゼウスがイオを雲で覆い隠す瞬間を描いている。突如として現れた湧き立つような黒雲が今にもイオを覆い隠そうとしている。雲の中に見えるゼウスの顔がイオにキスをしているほか、イオの体にかかった黒雲が手の形をしているように見える。イオが腰かけている岩や背後の土塊は白いシーツが敷かれ、古びた水甕が置かれている。画面下には1頭の鹿が描かれており、小川の水を飲むために身をかがめている。
コレッジョは必ずしもオウィディウスに忠実ではない。オウィディウスはゼウスがイオと関係を持つために野原を雲で覆ったと述べているが、本作品ではむしろゼウス自身が黒雲に変身し、イオを抱擁しているように見える。対するイオも鑑賞者に対して背を向けて座り、恍惚とした表情を浮かべてゼウスに身をゆだねようとしている。土塊に敷かれたシーツはこの場所が森の中に用意された密会場所であることを暗示しており、むしろ2人の密やかな逢瀬を描いていると考えられる。小川の水を飲む鹿もまたオウディウスに見出せない。中世において水を飲む鹿は「神への渇望」を意味している。これは『旧約聖書』「詩篇」42章の1節に基づいており、イオの神話の形を借りて、神に近づこうとする人々の渇望を象徴的に描いている。
西洋美術においてイオを描いた神話画は決して多いとは言えず、コレッジョ以前にこの主題を扱った絵画は知られていない。コレッジョ以降も同様の場面を描いた例は少ない。その理由はゼウスが雲を発生させる、あるいはゼウス自身が雲に変じるという描写の表現が困難であったことに原因があるとされている。コレッジョはこの問題をレオナルド・ダ・ヴィンチが発案したスフマートを使うことで解決している。本作品のとりわけ卓越している点として岩、土塊、水甕の表現が指摘されており、コレッジョはキアロスクーロを効果的に使用してそれらを描いている。

### 背面裸婦像

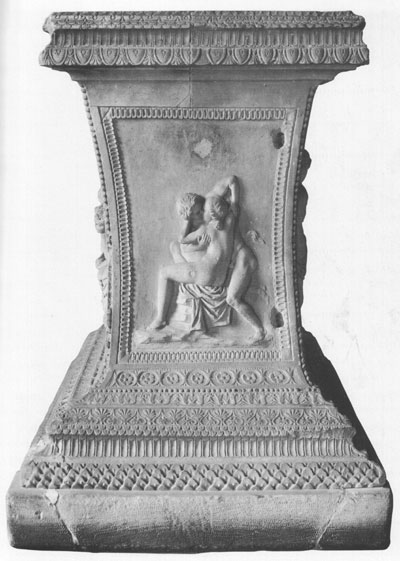
アラ・グリマーニの背面裸婦像（前1世紀頃）。ヴェネツィア国立考古博物館所蔵。

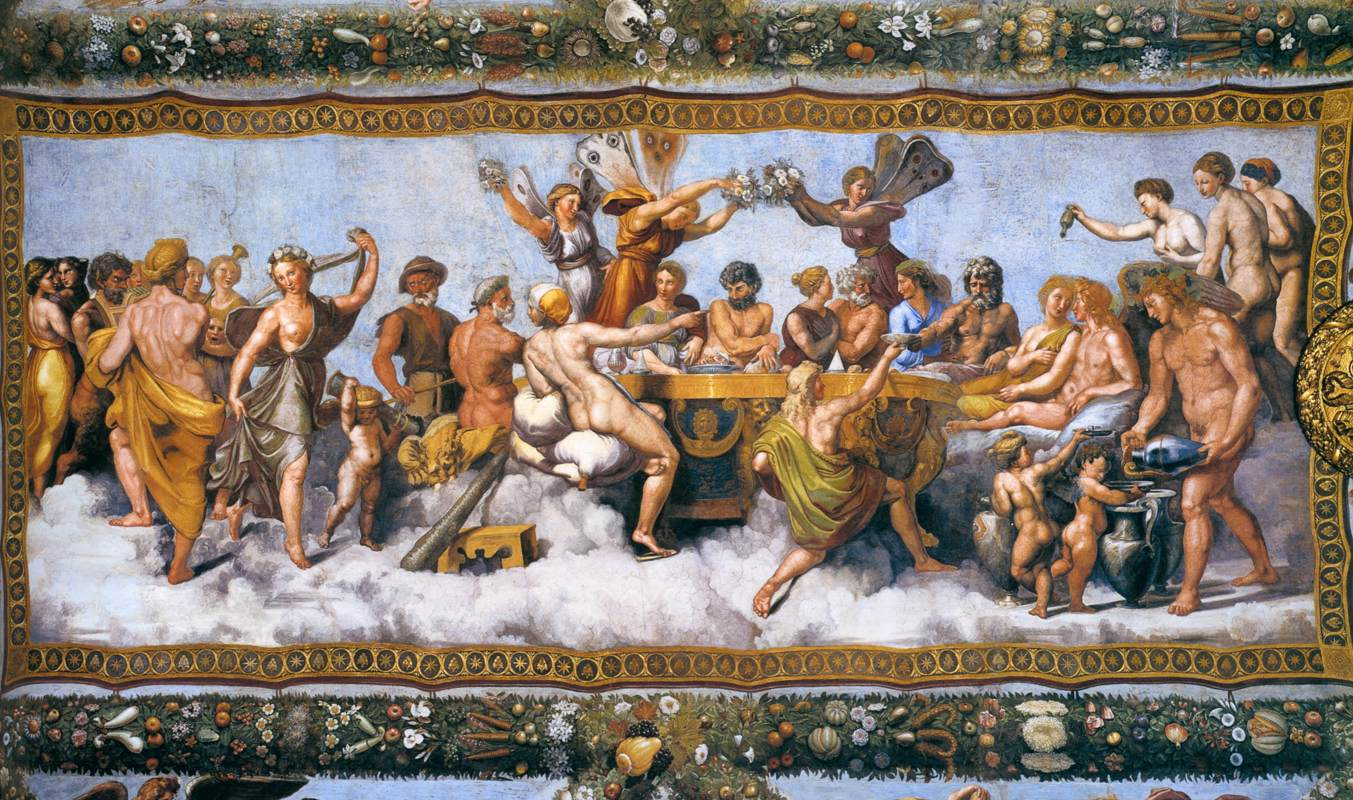
ラファエロのフレスコ画『クピドとプシュケの婚礼の祝宴』。ローマ、ヴィラ・ファルネジーナ。

イオに見られる裸婦の背面像は古代のレリーフに由来するもので、ルネサンス以降しばしば用いられている。イメージの源泉としては紀元前1世紀頃の方形祭壇アラ・グリマーニ（Ara Grimani）の背面裸婦像「サテュロスとニンフ」（前1世紀頃）が指摘されている。ヴェネツィア派の巨匠ティツィアーノ・ヴェチェッリオは早くも1510年頃に『田園の奏楽』（Concerto campestre）でこのモチーフを用いており、コレッジョはラファエロ・サンツィオのフレスコ画『クピドとプシュケの婚礼の祝宴』（Le nozze di Amore e Psiche, 1517年）に次いでこれを用いている。その後ティツィアーノは再び『ヴィーナスとアドニス』（Venere e Adone）や『ディアナとカリスト』（Diana e Callisto）などに多用している。

## 来歴
『ユピテルとイオ』を含む4作品はフェデリコ2世・ゴンザーガによって1532年にカール5世に贈呈され、その後スペインに移った。1584年には彫刻家レオーネ・レオーニが『ダナエ』とともに本作品を所有している。1605年、神聖ローマ皇帝ルドルフ2世は彼の息子ポンピオ・レオーニから絵画を取得したが、それに先立ってフェリペ3世はエウヘニオ・カシェスに連作の複製を命じており、プラド美術館に『レダと白鳥』と『ガニュメデスの略奪』の複製が残されている。しかしルドルフ2世のコレクションは1648年のプラハの戦いでスウェーデン軍の略奪に遭い、多くの美術品とともに『レダと白鳥』、『ダナエ』、『ユピテルとイオ』も運び去られた。しかし実際にはこのとき運び去られた『ユピテルとイオ』は複製であり、『ユピテルとイオ』のオリジナルと『ガニュメデスの略奪』はともに難を逃れることができたと考えられている。その後、両作品はハプスブルク家のインベントリに記載されたのち、美術史美術館に収蔵された。一方、スウェーデン軍に運び去られたコレッジョの絵画は女王クリスティーナが他の優れた絵画約50点とともに国外に持ち出し（1654年）、ローマの宮殿パラッツォ・リアリオ（現在のパラッツォ・コルシーニ）に展示した。クリスティーナの死後、彼女のコレクションは複数の所有者を経てオルレアン・コレクションに加わったのち、それぞれヨーロッパ各地に分散した。『ユピテルとイオ』の複製はベルリンのカイザー・フリードリヒ美術館（現ボーデ美術館）に所蔵されたことが知られているが、現在は所在不明となっている。

## ギャラリー

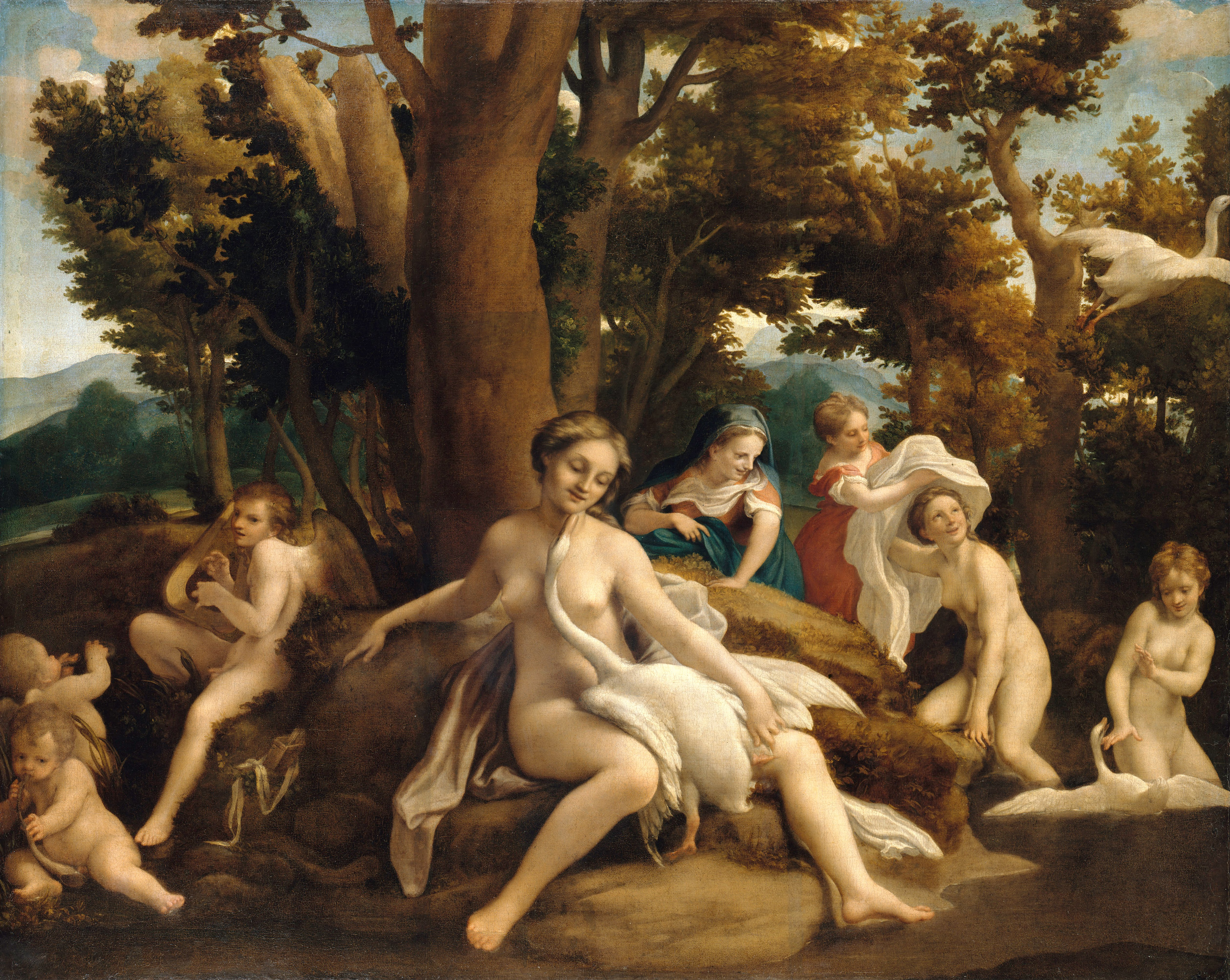
『レダと白鳥』（1532年頃）ベルリン、絵画館所蔵
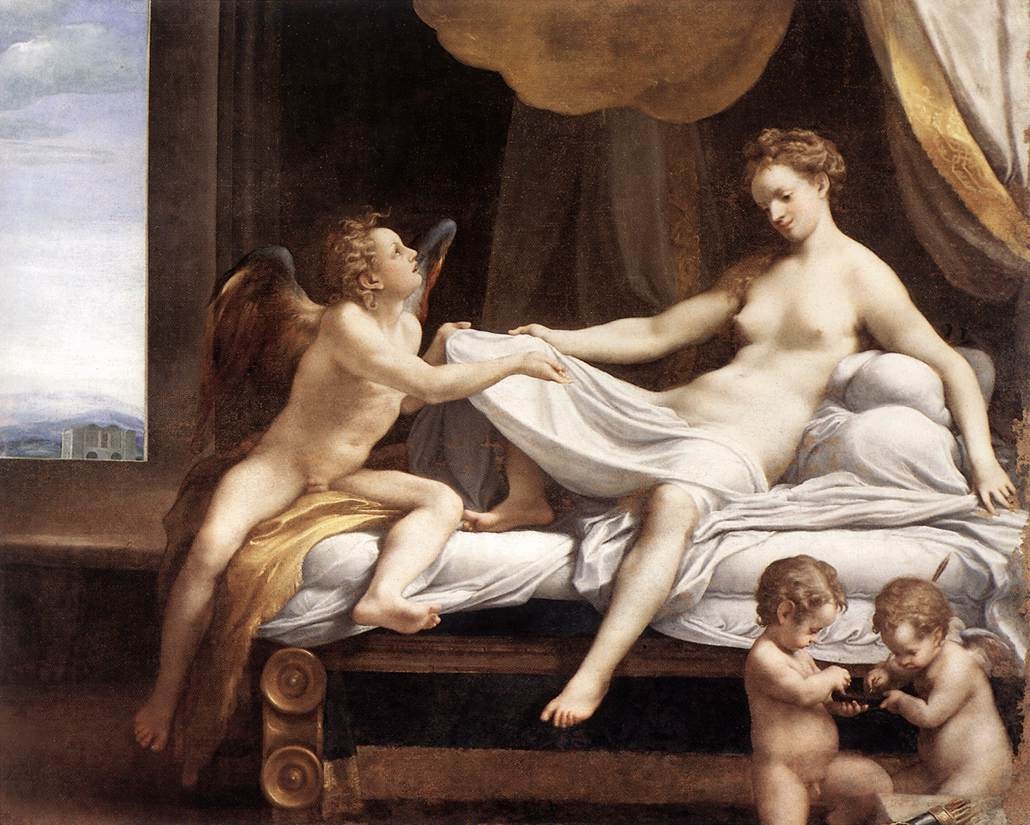
『ダナエ』（1531年-1532年）ローマ、ボルゲーゼ美術館所蔵